# Phytomyza alamedensis
Phytomyza alamedensis este o specie de muște din genul Phytomyza, familia Agromyzidae, descrisă de Spencer în anul 1981.
Este endemică în California. Conform Catalogue of Life specia Phytomyza alamedensis nu are subspecii cunoscute.